# 大会社
大会社（だいがいしゃ）とは、日本の会社法上の概念で、株式会社の一種。会社法2条6号により定義される。
なお、公認会計士法第24条の2に定める「大会社等」とは異なる。また、税法上の「大規模法人」（資本金1億円超）とも異なる。
- 以下、日本の会社法については条数のみを記載する。

## 定義
大会社とは、最終事業年度（2条24号）にかかる貸借対照表上、以下のいずれかの要件を充たす株式会社をいう。
1. 資本金として計上した額が5億円以上
2. 負債として計上した額の合計額が200億円以上

## 成立経緯
日本法上、初めて「大会社」の概念が用いられたのは、株式会社の監査等に関する商法の特例に関する法律（商法特例法）においてである。2006年5月に施行された会社法においても、「大会社」概念は引き継がれており、その内容も基本的には変わらない。
ただし、資本金についても「最終事業年度に係る貸借対照表」における額とすることで、年度途中に資本金の額が変更した場合に大会社の要件を満たさなくなるのかという従来の疑義を解決している。
また、会社法においては、同じ「大会社」であっても、公開会社（上場企業という意味ではない）であるか、公開会社でない会社であるかにより、規制内容が異なることとなった。
なお、商法特例法においては、規制の簡略化された「小会社」という概念も用いられていた。しかし会社法においては、小会社概念は用いられていない（会社法施行前における「小会社」については「株式会社の監査等に関する商法の特例に関する法律」の項目を参照）。

## 大会社に対する規律
大会社は資本や負債が多額であることから、投資家保護や債権者保護の観点から計算書類の適正や情報開示に関する規制がある。
また、大会社は顧客や取引業者、従業員等が多数存在し社会への影響が大きいと想定されることから、社会への影響の観点からも、その業務が適正に行われるよう、企業統治及び情報開示に関する規制がある。以下、列挙する。
- 会計監査人の設置義務

公開会社については328条1項が、非公開会社については328条2項が、委員会設置会社については327条5項がそれぞれ規定する。
- 大会社が公開会社でもある場合には、（委員会設置会社除く）の監査役会設置義務（328条1項）

よって大会社は、監査役会か委員会のいずれかを設置する義務を負うことになる。
- 取締役又は取締役会において業務の適正を確保するための体制（内部統制システム）を決定する義務

取締役会非設置会社については348条4項、取締役会設置会社については362条5項がそれぞれ規定する。
- 損益計算書についての公告義務（440条1項）
- 連結計算書類作成義務（444条3項）

ただし、有価証券報告書提出会社に限られる。
- 清算中の監査役設置義務（477条4項）

上記の通り、大会社は全て会計監査人設置会社となるので、委員会設置会社でない大会社においては、監査役を設置する義務がある（327条3項）。